# Hans Peter Korff

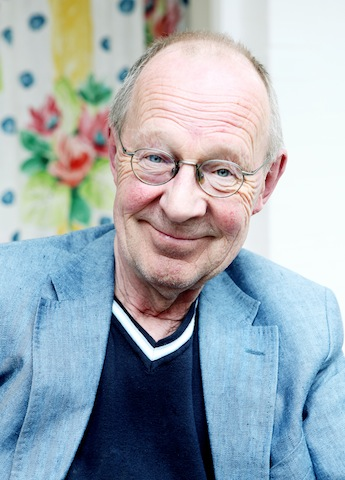
Hans Peter Korff (2008)

Hans Peter Korff (* 24. August 1942 in Hamburg; † 9. März 2025 ebenda) war ein deutscher Schauspieler und Hörspielsprecher. Seine Schauspielkarriere in Theater, Film und Fernsehen begann 1959 und umfasst über 160 Film- und Fernsehproduktionen. Er wurde vor allem bekannt als Postbote „Onkel Heini“ in der ZDF-Kinderserie Neues aus Uhlenbusch und durch die ZDF-Familienserie Diese Drombuschs in der Rolle des Familienvaters Siegfried „Sigi“ Drombusch.

## Leben

### Herkunft und Kindheit
Korff wurde 1942 als Sohn eines Buchdruckers in Hamburg geboren. Er machte auf Wunsch seines Vaters eine Lehre als Buchdrucker und Schriftsetzer und sollte ursprünglich den väterlichen Buchdruckbetrieb weiterführen.

### Ausbildung und Theater
Seine Schauspielkarriere startete Korff 1959 am Studententheater der Universität Hamburg. Von 1962 bis 1964 besuchte er die Staatliche Hochschule für Musik und Darstellende Kunst Hamburg. Von 1964 bis 1969 trat er an verschiedenen privaten Hamburger Bühnen auf, darunter drei Jahre am Ernst-Deutsch-Theater. Ab 1969 bis 1972 war er fest am Württembergischen Staatstheater engagiert. Von dort wechselte er zunächst für zwei Jahre an das Düsseldorfer Schauspielhaus, im Anschluss an das Hamburger Schauspielhaus, wo er bis 1983 blieb. Ab 1976 arbeitete er als freischaffender Künstler. 1984 hatte er Gastspiele an den Münchner Kammerspielen und an der Freien Volksbühne Berlin. Zwei Jahre später verpflichtete er sich für das Schauspielhaus Bochum und trat 1986 wieder am Düsseldorfer Schauspielhaus auf. Von 1990 bis 1993 spielte er an den Staatlichen Bühnen Berlin.

### Film und Fernsehen
Korff gab im Alter von 24 Jahren unter der Regie von Claus Peter Witt als Henry in dem Spielfilm Drei Tage bis Mitternacht sein Filmdebüt. Parallel übernahm er Gastrollen in den Fernsehserien Hafenpolizei und Die Unverbesserlichen. Danach spielte er in einigen Studienarbeiten des Regisseurs Wolfgang Petersen Der Eine – der Andere (1967), Ich nicht (1969), später auch in einigen seiner Fernsehfilme, beispielsweise in Die Stadt im Tal (1975).
In der Fernsehreihe Tatort war Korff 1974 in der Folge Nachtfrost als Assistent von Kommissar Finke zu sehen. Von 1978 bis 1979 verkörperte er in den zwei Folgen Sterne für den Orient und Gefährliche Träume des SFB den Kriminalhauptkommissar Matthias Behnke.
Zwischen 1977 und 1982 übernahm Korff in der Kinderserie Neues aus Uhlenbusch eine der Hauptrollen als Postbote „Onkel Heini“. Ab 1983 spielte er in der ZDF-Familienserie Diese Drombuschs die Serienhauptrolle des Familienvaters Siegfried „Sigi“ Drombusch, was ihm den Durchbruch als Fernsehschauspieler brachte. Für diese Rolle erhielt er 1985 gemeinsam mit seiner Spielpartnerin Witta Pohl die Goldene Kamera in der Kategorie „Beliebtestes Serienpaar“.
1991 spielte Korff an der Seite von Irm Hermann in Loriots Kinokomödie Pappa ante portas den schöngeistigen, aber nervtötenden Schwager Hellmuth und übernahm neben Ursela Monn die Hauptrolle in Hartmut Griesmayrs Unser Haus. 1992 war er in Urs Eggers Kinder der Landstraße als Hilfswerkleiter Dr. Schoenefeld zu sehen.
Von 2003 bis 2007 gehörte er als Joseph Bachschuster in der ZDF-Fernsehserie Der Fürst und das Mädchen zur Stammbesetzung. Im selben Zeitraum spielte er den Kriminaldirektor Dr. Ferdinand Dünnwald in der satirischen ARD-Krimiserie Adelheid und ihre Mörder mit Evelyn Hamann in der Titelrolle. 2005 gastierte er auch in Hamanns Fernsehserie Evelyn Hamanns Geschichten aus dem Leben. In Die Prinzessin auf der Erbse – Qual der Wahl Royal (2007), einer Episode aus der ProSieben-Märchenstunde, war Korff erneut an der Seite seiner Serienspielpartnerin Witta Pohl zu sehen; sie spielten das Königspaar von Ehrenberg. Von 2009 bis 2013 übernahm er in der ARD-Fernsehserie Tierärztin Dr. Mertens die Rolle des ehemaligen Kinderarztes Dr. Matthias Lentz. In den letzten beiden Folgen mit ihm in dieser Rolle spielte er an der Seite seiner Ehefrau Christiane Leuchtmann, die in der Serie seine Verlobte Ursula Rose darstellte.
Darüber hinaus übernahm Korff Gastrollen in den Krimireihen Pfarrer Braun (2008 in Heiliger Birnbaum als Dr. Wendriner), in Kommissar LaBréa (2009 in Tod an der Bastille als Monsieur Hugo) oder Stubbe – Von Fall zu Fall (2014 in Der König ist tot als Erich Holzhäuser). Im September 2019 stand er für den 2021 ausgestrahlten Fernsehfilm Meeresleuchten von Wolfgang Panzer als kauziger Dorfbewohner Max, der sich liebevoll um seine Enkelin kümmert, letztmals vor der Kamera.

### Privates

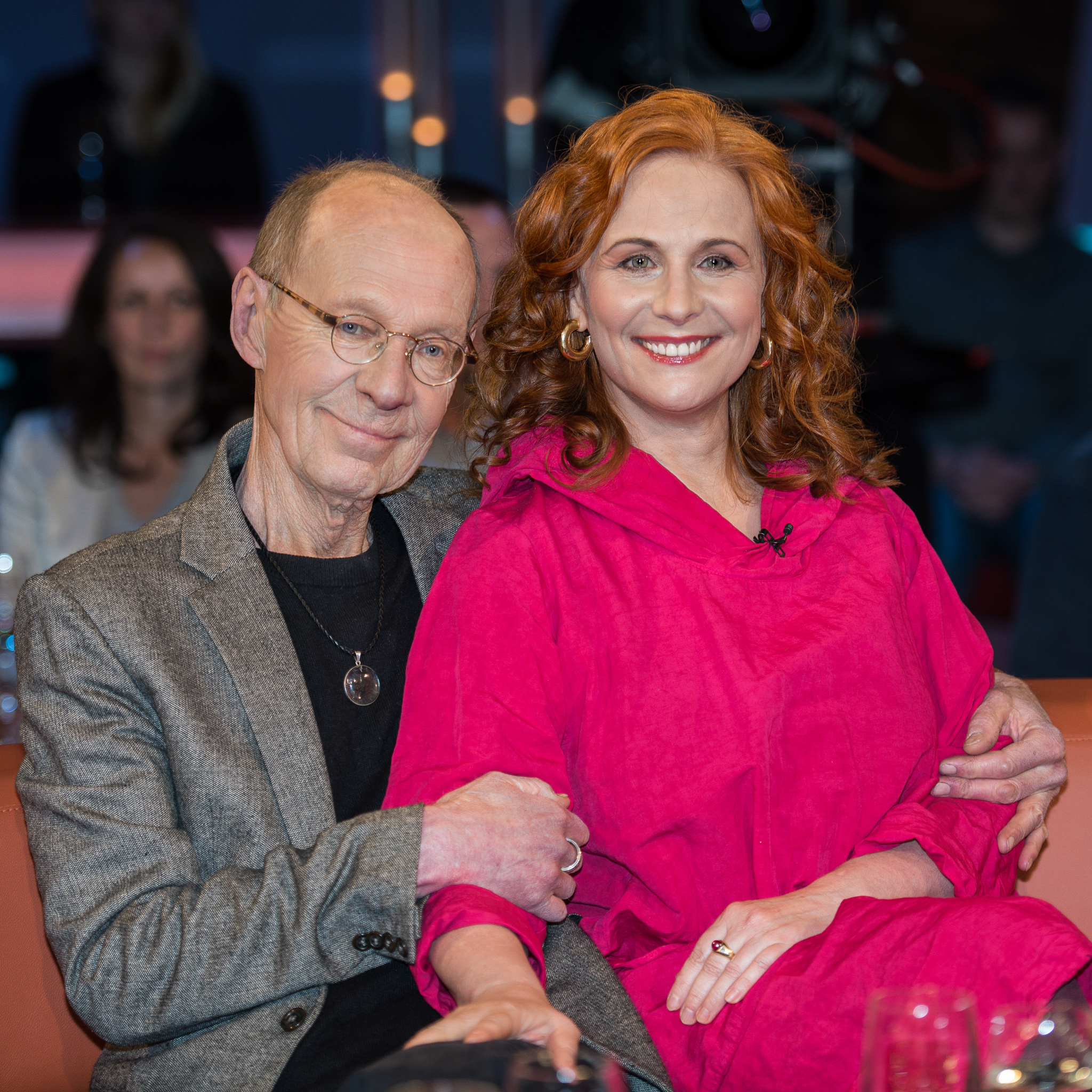
Hans Peter Korff und Christiane Leuchtmann (2017)

Ab 1964 war er mit der Regisseurin Ina-Kathrin Korff (* 1943) verheiratet, aus der Ehe stammt eine Tochter (* 1965). Anfang der 1980er-Jahre ging er für einige Jahre eine Ehe mit der Schauspielerin Monica Bleibtreu ein. Ab Juli 1992 war er in vierter Ehe mit der Schauspielerin Christiane Leuchtmann verheiratet. Der Ehe entstammt ein gemeinsamer Sohn. Das Paar lebte in Hamburg-Meiendorf. Hans Peter Korff starb am 9. März 2025 im Alter von 82 Jahren.

## Filmografie (Auswahl)

### Kino
- 1978: Die Anstalt
- 1978: Alzire oder der neue Kontinent
- 1981: Die Fälschung
- 1983: Peppermint Frieden
- 1989: Hab’ ich nur deine Liebe
- 1989: Jenseits von Blau
- 1991: Pappa ante Portas
- 1990: Landstreicher (Landstrykere)
- 1992: Kinder der Landstrasse
- 1992: Moebius
- 1995: Nich’ mit Leo
- 1995: Halali oder Der Schuß ins Brötchen
- 1999: Beresina oder Die letzten Tage der Schweiz
- 2003: Adam & Eva
- 2007: GG 19 – Eine Reise durch Deutschland in 19 Artikeln
- 2010: Vater Morgana
- 2015: Freistatt
- 2015: Bach in Brazil
- 2019: Sommerseiten

### Fernsehen

#### Fernsehfilme
- 1966: Drei Tage bis Mitternacht
- 1967: Lobby Doll und die Sitzstangenaffäre – Eine erdachte Rekonstruktion
- 1968: Das Mädchen Traum (Kurzfilm)
- 1968: Polizeirevier 21
- 1969: Jacques Offenbach – Ein Lebensbild
- 1969: Gnade für Timothy Evans
- 1969: Zieh den Stecker raus, das Wasser kocht
- 1971: Die Sieben Ohrfeigen
- 1971: Eduard IV. – Der Krieg der Rosen, 2. Teil
- 1973: Die geheimen Papiere des Pentagon
- 1975: Die Stadt im Tal (Zweiteiler)
- 1976: Menschenfresser
- 1977: Unendlich tief unten
- 1978: Friedrich Schachmann wird verwaltet
- 1978: Der Geist der Mirabelle. Geschichten von Bollerup
- 1979: Feuerzeichen
- 1979: Esch oder die Anarchie
- 1979: Die große Flatter (Dreiteiler)
- 1980: Drei Schwestern
- 1982: Der Zubringer
- 1983: Der Groß-Cophta
- 1984: Ich hatte einen Traum
- 1984: Die Friedenmacher
- 1985: Dagmar
- 1982: Der Zubringer
- 1982: Drei gegen Hollywood
- 1986: Von zwölf bis Mittag
- 1986: Bankgeheimnisse
- 1987: Die Erbschaft
- 1989: Jenseits von Blau
- 1989: Ein Prachtexemplar
- 1989: Dick Francis: In the Frame
- 1990: Der Zauberkasten
- 1991: Unser Haus
- 1992: Kein pflegeleichter Fall
- 1993: Der Schowmaster
- 1992: Gerichtstag
- 1992: Geheimakte Lenz
- 1993: Das Tier
- 1993: Der Gartenkrieg
- 1993: Der Showmaster
- 1995: … nächste Woche ist Frieden
- 1996: Der Andere Wolanski
- 1996: Jackpot
- 1997: Davids Rache
- 1997: Das Hochzeitsgeschenk
- 1998: Koerbers Akte – Rollenspiel
- 1999: Am Anfang war der Seitensprung
- 2000: Das Psychogirl – Du wirst sie nicht mehr los
- 2001: Check-in to Disaster
- 2001: Der Verleger
- 2001: Vera Brühne (Zweiteiler)
- 2001: Das Baby-Komplott
- 2001: Am Anfang war die Eifersucht
- 2001: Absturz in der Todeszone
- 2001: Oh Du Liebezeit
- 2002: Hannas Baby
- 2003: Mein Weg zu Dir
- 2006: Mein süßes Geheimnis
- 2007: Bezaubernde Marie
- 2008: Immer Wirbel um Marie
- 2008: Familienbande (Zweiteiler)
- 2010: Der Meisterdieb
- 2021: Meeresleuchten

#### Fernsehserien und -reihen
- 1966: Hafenpolizei (Folge: Schlangenjagd)
- 1966: Die Unverbesserlichen (Folge: Nichts dazugelernt)
- 1969: Ein Jahr ohne Sonntag (4 Folgen)
- 1970: Miss Molly Mill (2 Folgen)
- 1974: Tatort: Nachtfrost
- 1976: Schaurige Geschichten (Folge: Geisterstunde)
- 1976: Pariser Geschichten (Folge: Die kleinen Tricks)
- 1977–1980: Neues aus Uhlenbusch (35 Folgen)
- 1978: Tatort: Sterne für den Orient
- 1979: Tatort: Gefährliche Träume
- 1982: St. Pauli-Landungsbrücken (Folge: Die Schwiegereltern kommen)
- 1983–1987: Diese Drombuschs (13 Folgen)
- 1987: Diplomaten küsst man nicht
- 1988: Geschichten aus der Heimat (Folge: Die neuen Nachbarn)
- 1989: Hals über Kopf (Folge: Schweigen ist Gold)
- 1989: Der Landarzt (Folge: Auf Herz und Niere)
- 1989: Mit Leib und Seele (Folge: Der krumme Weg)
- 1990: Liebesgeschichten
- 1990: Cop & Co. (14 Folgen)
- 1990: Tatort: Tod einer Ärztin
- 1990: Der Fahnder (Folge: Abstellgleis)
- 1992: Ein Fall für zwei (Folge: Scheine spielen schwarz)
- 1993: Der Millionenerbe (Folge: Immer Ärger mit den Frauen)
- 1993: Anwalt Abel (Folge: Sprecht mir diesen Mörder frei)
- 1994: Ihre Exzellenz, die Botschafterin (Folge: Die Hochzeit)
- 1994–1995: Drei Mann im Bett
- 1995: Peter Strohm (Folge: Babuschka)
- 1996: Tresko – Der Maulwurf
- 1997: Für alle Fälle Stefanie (Folge: Thommy)
- 1997–2000: Ein Mann steht seine Frau (4 Folgen)
- 1998–1999: Dr. Stefan Frank – Der Arzt, dem die Frauen vertrauen (12 Folgen)
- 1998: Alphateam – Die Lebensretter im OP (Folge: Die Katastrophe)
- 1999: Im Namen des Gesetzes (Folge: Auf Leben und Tod)
- 1999: Alarm für Cobra 11 – Die Autobahnpolizei (Folge: Taxi 541)
- 1999: Happy Birthday (Folge: Unschuldig schuldig)
- 1999: Klemperer – Ein Leben in Deutschland (4 Folgen)
- 2000: Tatort: Blüten aus Werder
- 2000: SOKO München (Folge: Mord mit den besten Empfehlungen)
- 2000: Die Cleveren (Folge: Spiegelbilder)
- 2000: Schlosshotel Orth (Folge: Der Glücksstern)
- 2001: Balko (Folge: Freier Fall)
- 2003–2007: Adelheid und ihre Mörder (27 Folgen)
- 2003–2007: Der Fürst und das Mädchen (40 Folgen)
- 2003: Dr. Sommerfeld – Neues vom Bülowbogen (Folge: Il dolce far niente)
- 2003: Der Alte (Folge: Die falsche Spur)
- 2004: Polizeiruf 110: Barbarossas Rache
- 2004: Familie Dr. Kleist (Folge: Tage voller Sorgen)
- 2005: Das Traumschiff: Oman
- 2005: In aller Freundschaft (Folge: Nur über meine Leiche)
- 2005: Edel & Starck (Folge: Mit Haut und Haaren)
- 2005: Zwei am großen See (Folge: Angriff aufs Paradies)
- 2005: Evelyn Hamanns Geschichten aus dem Leben (Folgen: Stark wie Jade/Faxen/Stupsi)
- 2005: Der Bulle von Tölz: Mord im Kloster
- 2005–2007: Agathe kann’s nicht lassen (5 Folgen)
- 2007: Die ProSieben-Märchenstunde (Folge: Die Prinzessin auf der Erbse – Qual der Wahl Royal)
- 2008: Pfarrer Braun: Heiliger Birnbaum
- 2008–2013: Tierärztin Dr. Mertens (21 Folgen)
- 2009: Kommissar LaBréa – Tod an der Bastille
- 2009–2013: Notruf Hafenkante (verschiedene Rollen, 2 Folgen)
- 2009: Utta Danella – Der Verlobte meiner besten Freundin
- 2010: Um Himmels Willen (Folge: Gardinenpredigt)
- 2010: SOKO Stuttgart (Folge: Todesengel)
- 2012: Küstenwache (Folge: Spiel mit der Angst)
- 2013: SOKO Köln (Folge: Das Mädchen mit dem Flügelpferd)
- 2013: Kripo Holstein – Mord und Meer (Folge: Todesengel in weiß)
- 2014: Stubbe – Von Fall zu Fall: Der König ist tot
- 2015: Die Kanzlei (Folge: Ein großer Fehler)
- 2017: Bettys Diagnose (Folge: Verpasste Chance)
- 2019: Praxis mit Meerblick – Auf zu neuen Ufern
- 2019: Die Pfefferkörner (Folge: Goldfieber)

## Hörspiele (Auswahl)
In der ARD-Hörspieldatenbank sind 91 Hörspiele mit der Teilnahme von Hans Peter Korff verzeichnet. Die Hörspiele sind chronologisch nach der Erstsendung aufgelistet.
- 1965: Wolfgang Weyrauch: Alexanderschlacht (Erster Soldat) – Regie: Heinz von Cramer (NDR) – Erstsendung: 22. Sep. 1965 (NDR 1)
- 1976: Karl Philipp Moritz: Anton Reiser (1. Teil) (Lobenstein) – Regie: Hans Rosenhauer (NDR) – Erstsendung: 19. Mai 1976 (NDR 1 Welle Nord)
- 1982: Martin Walser: In Goethes Hand (1. Teil: Glaube) (Eckermann) – Regie: Hans Lietzau (WDR/NDR/SR DRS) – Erstsendung: 23. Mär. 1982
- 1982: Martin Walser: In Goethes Hand (2. Teil: Hoffnung) (Eckermann) – Regie: Hans Lietzau (WDR/NDR/SR DRS) – Erstsendung: 30. Mär. 1982
- 1982: Martin Walser: In Goethes Hand (3. Teil: Liebe) (Eckermann) – Regie: Hans Lietzau (WDR/NDR/SR DRS) – Erstsendung: 6. Apr. 1982
- 1984: Rüdiger Kremer, Bernd Rachel: Übergang Heisterberg (Nefflinger) – Regie: Gottfried von Einem (RB) – Erstsendung: 26. Okt. 1984
- 1984: Jacques Nolot: Besuch in der Provinz (Jean Claude Verriére) – Regie: Matthias Esche (WDR) – Erstsendung: 18. Nov.1984 (WDR 3)
- 1986: Gert F. Jonke: Im Schatten der Wetterfahne (Stimme) – Regie: Walter Adler (WDR) – Erstsendung: 24. Juni 1986
- 1987: Senji Kuroi: Grab und Grabe... (Mann) – Regie: Angeli Backhausen (WDR) – Erstsendung: 21. Feb. 1988
- 1987: Roderich Feldes: Der Wellensittich – Regie: Bernd Lau (WDR/RB) – Erstsendung: 6. Mär. 1988
- 1988: Yosef Bar-Yosef: Boochie (Nissan) – Regie: Eran Baniel (WDR) – Erstsendung: 19. Juni 1988 (WDR 3)
- 1991: J. Monika Walther: Die Befragung (Herr Busch) – Regie: Annette Jainski (SFB) – Erstsendung: 7. Juli 1991
- 1992: Friedrich Gorenstein: Streit um Dostojewski (Trusch) – Regie: Klaus Mehrländer (SFB/DS Kultur) – Erstsendung: 2. Juni 1992
- 1992: Ingomar von Kieseritzky: Der Sinnstift oder Tagwerk und Nachtschaff (Bilz) – Regie: Werner Klein (WDR) – Erstsendung: 18. Okt. 1992 (WDR 3)
- 1993: Peter Jacobi: Newtons Birne (Koller) – Regie: Dieter Carls (WDR/HR) – Erstsendung: 3. Jan. 1993
- 1993: Wilhelm Busch: Fipps, der Affe (Sprecher) – Regie: Christoph Dietrich (SFB) – Erstsendung: 24. Jan. 1993
- 1992: Wolfgang Pauls: Mimili und Luno (Luno) – Regie: Hans Helge Ott (NDR) – Erstsendung: 23. Mai 1993 (NDR 4)
- 1993: Axel Marquardt: Im Bahnhof von Babylon (Bellmer) – Regie: ? (RB) – Erstsendung: 15. Juni 1993
- 1993: Johannes Schenk: Kapitäns Nacht (Kapitän) – Regie: Holger Rink (SFB/RB) – Erstsendung: 13. Nov. 1993
- 1994: Karlheinz Knuth: Der Moormann oder Als ob der Wind weint (Matthies Cortsen) – Regie: Klaus Wirbitzky (WDR) – Erstsendung: 19. Mär. 1994 (WDR 1)
- 1994: Klaus Sommerfeld: Höllenfahrt pauschal (Teiresias) – Regie: Klaus Wirbitzky (WDR) – Erstsendung: 7. Mai 1994 (WDR 1)
- 1994: Ingomar von Kieseritzky: Kleine Dämonologie für Anfänger (Asplint) – Regie: Karin Bellingkrodt (SFB) – Erstsendung: 1. Okt. 1994 (SFB 3)
- 1994: John C. Wilsher: Wie du mir (Alan) – Regie: Andreas Weber-Schäfer (SDR) – Erstsendung: 10. Okt. 1994
- 1994: Gisela von Wysocki: Noch nie war die Sonne so nah (Kessling) – Regie: Hans Gerd Krogmann (WDR/SWF) – Erstsendung: 1. Nov. 1994 (WDR 3)
- 1994: Lyman Frank Baum: Der Zauberer von Oos (1. Teil: Die Smaragdstadt) (Strohmann) – Regie: Christoph Dietrich (SFB/NDR/RB) – Erstsendung: 24. Dez. 1994 (SFB 3)
- 1994: Lyman Frank Baum: Der Zauberer von Oos (2. Teil: Die West-Hexe) (Strohmann) – Regie: Christoph Dietrich (SFB/NDR/RB) – Erstsendung: 24. Dez. 1994 (SFB 3)
- 1997: Christian Gailus: Der Linsenhof. Folge 987: Ein Tag wie jeder andere (Jürgen Wagner, Rettungssanitäter) – Regie: Norbert Schaeffer (SDR/RB) – Erstsendung: 13. Apr. 1997
- 1997: Deborah Freeman: Nachrichten aus dem Reich der Dicken (Paul) – Regie: Dieter Carls (WDR) – Erstsendung: 27. Apr. 1997
- 1998: Friedel Thiekötter: Golf am See (Kötterholz) – Regie: Burkhard Ax (WDR) – Erstsendung: 17. Juni 1998
- 1999: Minette Walters: Das Echo (2. Teil) (Sergeant Harrison) – Regie: Norbert Schaeffer (WDR) – Erstsendung: 22. Mai 1999 (WDR 5)
- 1999: Monika Tworuschka, Udo Tworuschka: Weltreligionen für Kinder (4. Teil: Gefahr in der Höhle) (Pfarrer Schnell) – Regie: Christoph Pragua (WDR) – Erstsendung: 24. Mai 1999 (WDR 5)
- 1999: Minette Walters: Das Echo (3. Teil) (Sergeant Harrison) – Regie: Norbert Schaeffer (WDR) – Erstsendung: 29. Mai 1999 (WDR 5)
- 2000: Gisela von Wysocki: Tragende Wände oder Niederschriften der Schwerelosigkeit () – Regie: Hans Gerd Krogmann (DLR/HR) – Erstsendung: 28. Mai 2000 (DLR)
- 2000: Monika Jung: Henry, das Schnabeltier (1. Teil: Der Wettkampf) (Henry) – Regie: Angeli Backhausen (WDR) – Erstsendung: 13. Aug. 2000 (WDR 4)
- 2000: Monika Jung: Henry, das Schnabeltier (2. Teil: Der Schnappschuss) (Henry) – Regie: Angeli Backhausen (WDR) – Erstsendung: 20. Aug. 2000 (WDR 4)
- 2000: Monika Jung: Henry, das Schnabeltier (3. Teil: Der Ausflug zur Eisenbahnbrücke) (Henry) – Regie: Angeli Backhausen (WDR) – Erstsendung: 27. Aug. 2000 (WDR 4)
- 2000: Monika Jung: Henry, das Schnabeltier (4. Teil: Das Monster) (Henry) – Regie: Angeli Backhausen (WDR) – Erstsendung: 3. Sep. 2000 (WDR 4)
- 2000: Monika Jung: Henry, das Schnabeltier (5. Teil: Das Hochwasser) (Henry) – Regie: Angeli Backhausen (WDR) – Erstsendung: 10. Sep. 2000 (WDR 4)
- 2000: Monika Jung: Henry, das Schnabeltier (6. Teil: Besuch bei Nacht) (Henry) – Regie: Angeli Backhausen (WDR) – Erstsendung: 17. Sep. 2000 (WDR 4)
- 2000: Monika Jung: Henry, das Schnabeltier (7. Teil: Der Apfelbaum)) (Henry) – Regie: Angeli Backhausen (WDR) – Erstsendung: 24. Sep. 2000 (WDR 4)
- 2000: Aleksandar Obrenović: Ich heirate ein Fahrrad (Naum Aleksic) – Regie: Hans Gerd Krogmann (WDR) – Erstsendung: 24. Sep. 2000 (WDR 5)
- 2000: Hans Jakob Christoffel von Grimmelshausen: Der abenteuerliche Simplicissimus (1. Teil: 1. Element: Feuer) – Regie: Hans Gerd Krogmann (SWR) – Erstsendung: 24. Dez. 2000 (SWR2)
- 2000: Hans Jakob Christoffel von Grimmelshausen: Der abenteuerliche Simplicissimus (2. Teil: 2. Element: Luft) – Regie: Hans Gerd Krogmann (SWR) – Erstsendung: 25. Dez. 2000 (SWR2)
- 2001: Peter Blie: Nanu, Nana und der Doppelgeburtstag (Vater) – Regie: Wolfgang Rindfleisch (SFB/ORB) – Erstsendung: 24. Dez. 2001
- 2003: Tankred Dorst, Ursula Ehler: Kupsch (Kupsch) – Regie: Hans Gerd Krogmann (NDR) – Erstsendung: 22. Juni 2003
- 2003: Don Haworth: Der Zeitungshändler und die Sozialberaterin (Harold) – Regie: Hans Gerd Krogmann (SWR) – Erstsendung: 3. Aug. 2003 (SWR2)
- 2003: Per Olov Enquist: Großvater und die Wölfe (Großvater) – Regie: Hans Gerd Krogmann (SWR/MDR) – Erstsendung: 27. Mär. 2004 (SWR2)
- 2004: Lothar Stemwedel: Die Kommode Clairvoyance (Chef) – Regie: Annette Berger (RBB/NDR) – Erstsendung: 2. Juli 2004 (Kulturradio)
- 2004: Arthur Conan Doyle: Krimisommer mit Sherlock Holmes und Dr. Watson (1. Folge: Der adlige Junggeselle) (Mr. Moulton) – Regie: Stefan Hilsbecher (SWR/MDR/RBB) – Erstsendung: 4. Juli 2004 (MDR Figaro)
- 2004: Arthur Conan Doyle: Der Teufelsfuß (Vikar Roundhay) – Regie: Stefan Hilsbecher (SWR/MDR/RBB) – Erstsendung: 18. Sep. 2004
- 2005: Jens Sparschuh: Zwischen den Zeilen (Professor) – Regie: Hans Gerd Krogmann (MDR) – Erstsendung: 3. Mai 2005 (MDR Figaro)
- 2005:  Gisela von Wysocki: Und nirgends eine Erde (Versicherungsvertreter) – Regie: Hans Gerd Krogmann (NDR) – Erstsendung: 12. Juni 2005 (NDR Info)
- 2006: Paul Maar: Herr Bello und das blaue Wunder (2. Teil: Überraschung für Sternheim) (Herr Edgar) – Regie: Petra Feldhoff (WDR) – Erstsendung: 21. Mär. 2006 (WDR 5)
- 2006: Paul Maar: Herr Bello und das blaue Wunder (3. Teil: Die Verwandlung) (Herr Edgar) – Regie: Petra Feldhoff (WDR) – Erstsendung: 28. Mär. 2006 (WDR 5)
- 2006: Paul Maar: Herr Bello und das blaue Wunder (4. Teil: Die zweite Verwandlung) (Herr Edgar) – Regie: Petra Feldhoff (WDR) – Erstsendung: 4. Apr. 2006 (WDR 5)
- 2006: Anna Kaleri: Prinzessin Wunderlich will zur Schule gehen (1. Teil: Ein großer Tag oder Der Professor beim Ballett) (Erzähler) – Regie: Susanne Krings-Tito (WDR) – Erstsendung: 20. Aug. 2006 (WDR 5)
- 2006: Anna Kaleri: Prinzessin Wunderlich will zur Schule gehen (2. Teil: Betreten verboten oder der Buchstabe M) (Erzähler) – Regie: Susanne Krings-Tito (WDR) – Erstsendung: 27. Aug. 2006 (WDR 5)
- 2006: Anna Kaleri: Prinzessin Wunderlich will zur Schule gehen (3. Teil: Der Buchstabe O oder mit den Ohren sehen) (Erzähler) – Regie: Susanne Krings-Tito (WDR) – Erstsendung: 3. Sep. 2006 (WDR 5)
- 2006: Anna Kaleri: Prinzessin Wunderlich will zur Schule gehen (4. Teil: Der Buchstabe A oder Wenn der Schatten springt) (Erzähler) – Regie: Susanne Krings-Tito (WDR) – Erstsendung: 10. Sep. 2006 (WDR 5)
- 2006: Anna Kaleri: Prinzessin Wunderlich will zur Schule gehen (5. Teil: Der fünfte Tag oder Wie man E-N-T-E schreibt) (Erzähler) – Regie: Susanne Krings-Tito (WDR) – Erstsendung: 17. Sep. 2006 (WDR 5)
- 2006: Katharina Lehmann: Adrian Nachtnebel und das Geheimnis der Unken von Merasa (Pim Zagazig) – Regie: Martin Heindel (RBB) – Erstsendung: 24. Dez. 2006 (Kulturradio)
- 2007: Dieter Kühn: Überholmanöver auf der Tonspur (Wolfram) – Regie: Hans Gerd Krogmann (SWR) – Erstsendung: 20. Juli 2007 (SWR2)
- 2008: Erhard Schmied: Melancholischer Abgang (Hartmann) – Regie: Christoph Pragua (WDR) – Erstsendung: 28. Mär. 2008 (WDR 5)
- 2008: Brigitte Kronauer: Errötende Mörder (Herr Eibisch) – Regie: Hans Gerd Krogmann (NDR) – Erstsendung: 23. Apr. 2008 (NDR Kultur)
- 2009: Rolf und Alexandra Becker: Dickie Dick Dickens. Kriminalsatire in 12 Episoden (1. Teil) (Kommissar Hillbilly) – Regie: Hans Helge Ott, Wolfgang Seesko (RB) – Erstsendung: 22. Mai 2009 (Nordwestradio)
- 2009: Rolf und Alexandra Becker: Dickie Dick Dickens. Kriminalsatire in 12 Episoden (2. Teil) (Kommissar Hillbilly) – Regie: Hans Helge Ott, Wolfgang Seesko (RB) – Erstsendung: 29. Mai 2009 (Nordwestradio)
- 2009: Rolf und Alexandra Becker: Dickie Dick Dickens. Kriminalsatire in 12 Episoden (3. Teil) (Kommissar Hillbilly) – Regie: Hans Helge Ott, Wolfgang Seesko (RB) – Erstsendung: 5. Juni 2009 (Nordwestradio)
- 2009: Rolf und Alexandra Becker: Dickie Dick Dickens. Kriminalsatire in 12 Episoden (4. Teil) (Kommissar Hillbilly) – Regie: Hans Helge Ott, Wolfgang Seesko (RB) – Erstsendung: 12. Juni 2009 (Nordwestradio)
- 2009: Rolf und Alexandra Becker: Dickie Dick Dickens. Kriminalsatire in 12 Episoden (5. Teil) (Kommissar Hillbilly) – Regie: Hans Helge Ott, Wolfgang Seesko (RB) – Erstsendung: 19. Juni 2009 (Nordwestradio)
- 2009: Rolf und Alexandra Becker: Dickie Dick Dickens. Kriminalsatire in 12 Episoden (6. Teil) (Kommissar Hillbilly) – Regie: Hans Helge Ott, Wolfgang Seesko (RB) – Erstsendung: 26. Juni 2009 (Nordwestradio)
- 2009: Wassili Grossman: Leben und Schicksal (1. Teil) (Sagaidak) – Regie: Norbert Schaeffer (NDR) – Erstsendung: 30. Sep. 2009 (NDR Kultur)
- 2009: Wassili Grossman: Leben und Schicksal (2. Teil) (Sagaidak) – Regie: Norbert Schaeffer (NDR) – Erstsendung: 7. Okt. 2009 (NDR Kultur)
- 2009: Wassili Grossman: Leben und Schicksal (3. Teil) (Sagaidak) – Regie: Norbert Schaeffer (NDR) – Erstsendung: 14. Okt. 2009 (NDR Kultur)
- 2009: Patricia Görg: Vater, Mutter, Zuckerstreuer – Regie: Christiane Ohaus (DLR/RB/HR) – Erstsendung: 16. Dez. 2009 (DLR Kultur)
- 2009: Patricia Görg: Making of Hermann – Eine Denkmalsschlacht (Zeitschuh) – Regie: Iris Drögekamp (SWR) – Erstsendung: 18. Dez. 2009 (SWR2)
- 2009: Cornelia Funke: Gespensterjäger im Feuerspuk (Herr Wichtigmann) – Regie: Hans Helge Ott (NDR) – Erstsendung: 14. Feb. 2010 (NDR Info)
- 2009: Cornelia Funke: Gespensterjäger im Feuerspuk (Herr Wichtigmann) – Regie: Hans Helge Ott (NDR) – Erstsendung: 21. Feb. 2010 (NDR Info)
- 2011: Benjamin Stein: Die Leinwand (Franz von Dennen) – Regie: Martin Heindel (NDR) – Erstsendung: 28. Sep. 2011
- 2012: Werner Buhss: So is dat Leven, Herr Schluck (Pastor) – Regie: Hans Helge Ott (MDR/RB) – Erstsendung: 11. Nov. 2012
- 2012: Barbara Robinson: Hilfe, die Herdmanns kommen! (Pfarrer Hancock) – Regie: Hans Helge Ott (NDR/WDR) – Erstsendung: 16. Dez. 2012 (NDR Info)
- 2013: David Foenkinos: Souvenirs (Louises Vater) – Regie: Martin Heindel (NDR) – Erstsendung: 27. Nov. 2013
- 2013: Émile Zola: Das Geld (1. Teil) (Moser) – Regie: Christiane Ohaus (RB/SR/NDR/DLR) – Erstsendung: 25. Dez. 2013
- 2013: Émile Zola: Das Geld (2. Teil) (Moser) – Regie: Christiane Ohaus (RB/SR/NDR/DLR) – Erstsendung: 26. Dez. 2013
- 2015: Kai Magnus Sting: Leichenpuzzle – Live-Hörspiel – Regie: N. N. (Kai Magnus Sting) – Erstsendung: 14. Sep. 2015 (WDR 5)
- 2016: Patricia Görg: Es bleibt spannend (Jürgen Rohleder) – Regie: Hans Gerd Krogmann (NDR) – Erstsendung: 7. Aug. 2016 (NDR Info)
- 2006: Paul Maar: Herr Bello und das blaue Wunder (dreiteilige Fassung) (Herr Edgar) – Regie: Petra Feldhoff (WDR) – Erstsendung: 29. – 31. Mär. 2024 (WDR 5)

### Weitere Hörspiele und Hörbücher (Auswahl)
- 1980: Jürgen Nola: Neues aus Uhlenbusch – Ich hatte einen Traum (Hörspiel zum Kinofilm)
- 2009: Hilke Rosenboom: Die drei vom Amazonasstübchen, Der Audio Verlag (DAV), ISBN 978-3-89813-869-7.
- 2017/18: Sherlock Holmes & John H. Watson (nach Motiven von Sir Arthur Conan Doyle): diverse Folgen (gemeinsam mit Sky du Mont)
- 2023: Die drei ??? und der Knochenmann (Folge 223) als Mr. Lincoln

## Auszeichnung
- 1985: Goldene Kamera in der Kategorie „Beliebtestes Serienpaar“, 3. Platz, zusammen mit Witta Pohl